# Scenocharops parasae
Scenocharops parasae är en stekelart som beskrevs av He 1980. Scenocharops parasae ingår i släktet Scenocharops och familjen brokparasitsteklar. Inga underarter finns listade i Catalogue of Life.